# Episodi de Le meravigliose disavventure di Flapjack (seconda stagione)
La seconda stagione della serie animata Le meravigliose disavventure di Flapjack, composta da 20 episodi, è stata trasmessa negli Stati Uniti, da Cartoon Network, dal 30 luglio 2009 al 21 giugno 2010.
In Italia la stagione è stata trasmessa dal 10 luglio al 6 marzo 2011 su Cartoon Network.
| nº  | Titolo originale                                                                                            | Titolo italiano                                                                     | Prima TV USA      | Prima TV Italia  |
| --- | --- | ----------------------------------------------------------------------------------- | ----------------- | ---------------- |
| 1a  | Jar She Blows!                                                                                              | Il magico genio delle caramelle                                                     | 30 luglio 2009    | 10 luglio 2010   |
| 1b  | Behind the Curtain                                                                                          | Dietro la tenda                                                                     | 30 luglio 2009    | 10 luglio 2010   |
| 2a  | Shut It | Chiudi quella bocca                                                                 | 6 agosto 2009     | 11 luglio 2010   |
| 2b  | Who's Moochin' Who?                                                                                         |                                                                                     | 6 agosto 2009     | 11 luglio 2010   |
| 3a  | Over the Moon                                                                                               | Il re della Luna                                                                    | 13 agosto 2009    | 17 luglio 2010   |
| 3b  | 100 Percensus                                                                                               | 100 per censimento                                                                  | 13 agosto 2009    | 17 luglio 2010   |
| 4a  | Off with His Hat                                                                                            | Il furto del cappello                                                               | 20 agosto 2009    | 18 luglio 2010   |
| 4b  | K'nuckles and His Hilarious Problem                                                                         | La curiosa malattia di Scrocchio                                                    | 20 agosto 2009    | 18 luglio 2010   |
| 5a  | Fancy Pants                                                                                                 | Pantaloni modaioli                                                                  | 27 agosto 2009    | 24 luglio 2010   |
| 5b  | Cuddle Trouble                                                                                              |                                                                                     | 3 settembre 2009  | 24 luglio 2010   |
| 6a  | Who's That Man in the Mirror?                                                                               |                                                                                     | 10 settembre 2009 | 25 luglio 2010   |
| 6b  | Unhappy Endings                                                                                             | E vissero infelici e scontenti                                                      | 17 settembre 2009 | 25 luglio 2010   |
| 7a  | S.S. K'nuckies                                                                                              | Il piroscafo di Scrocchio                                                           | 24 settembre 2009 | 31 luglio 2010   |
| 7b  | Candy Casanova                                                                                              | Il casanova delle caramelle                                                         | 1º ottobre 2009   | 31 luglio 2010   |
| 8a  | Down with the Ship                                                                                          | La nave in fondo all'oceano                                                         | 8 ottobre 2009    | 1º agosto 2010   |
| 8b  | Willy! (or Won't He?)                                                                                       | Willy Otto Braccia                                                                  | 15 ottobre 2009   | 1º agosto 2010   |
| 9a  | Bubbie's Tummy Ache                                                                                         | Bolla ha mal di pancia                                                              | 22 ottobre 2009   | 7 agosto 2010    |
| 9b  | Mind the Store, Don't Look in the Drawer                                                                    | Non aprite quel cassetto                                                            | 29 ottobre 2009   | 7 agosto 2010    |
| 10a | Please Retire!                                                                                              | Cantastorie in pensione                                                             | 5 novembre 2009   | 8 agosto 2010    |
| 10b | Under the Sea Monster                                                                                       |                                                                                     | 12 novembre 2009  | 8 agosto 2010    |
| 11a | Flapjack Goes to a Party                                                                                    |                                                                                     | 19 novembre 2009  | 14 agosto 2010   |
| 11b | Rye Ruv Roo                                                                                                 | Rye Ruv Roo                                                                         | 10 dicembre 2009  | 14 agosto 2010   |
| 12  | Low Tidings - A Marvelous Misadventures of Flapjack Very Special: Low Tides Day Special (A K'nuckles Story) | Una meravigliosa disavventura di Flapjack molto speciale per il giorno di Bassomare | 3 dicembre 2009   | 15 agosto 2010   |
| 13a | Come Home, Cap'n!                                                                                           | Torna a casa capitano                                                               | 4 marzo 2010      | 21 agosto 2010   |
| 13b | Fastest Man Alive                                                                                           | L'uomo più veloce del mondo                                                         | 11 marzo 2010     | 21 agosto 2010   |
| 14a | Oh, You Animal!                                                                                             | Oh animali!                                                                         | 18 marzo 2010     | 22 agosto 2010   |
| 14b | The Return of Sally Syrup                                                                                   | Il ritorno di Sally Sciroppo                                                        | 5 aprile 2010     | 22 agosto 2010   |
| 15a | Lazy Bones                                                                                                  |                                                                                     | 12 aprile 2010    | 28 agosto 2010   |
| 15b | Two Old Men and a Lock Box                                                                                  |                                                                                     | 19 aprile 2010    | 28 agosto 2010   |
| 16a | Bam! |                                                                                     | 26 aprile 2010    | 29 agosto 2010   |
| 16b | Lost at Land                                                                                                |                                                                                     | 3 maggio 2010     | 29 agosto 2010   |
| 17a | Just One Kiss                                                                                               |                                                                                     | 10 maggio 2010    | 4 settembre 2010 |
| 17b | Wishing Not So Well                                                                                         |                                                                                     | 17 maggio 2010    | 4 settembre 2010 |
| 18a | N Is for Navy                                                                                               |                                                                                     | 24 maggio 2010    | 5 settembre 2010 |
| 18b | What's Eatin' Ya, Cap'm?                                                                                    |                                                                                     | 31 maggio 2010    | 5 settembre 2010 |
| 19a | I'm So Proud of Me                                                                                          |                                                                                     | 7 giugno 2010     | 5 marzo 2011     |
| 19b | A Day without Laughter                                                                                      |                                                                                     | 28 giugno 2010    | 5 marzo 2011     |
| 20  | All Hands on Deck                                                                                           | Rimbocchiamoci le maniche                                                           | 21 giugno 2010    | 6 marzo 2011     |

## Il magico genio delle caramelle
Scrocchio fa entrare Flapjack in una grande giara di vetro contenente due caramelle, ungendolo con del grasso. Il bottiglione con dentro il ragazzo inizia a rotolare, e finisce accidentalmente in mare. Viene pescato da una nave, e creduto un genio dall'equipaggio, che lo tiene prigioniero, anche se di notte riesce a scappare, rotolando in mare. Flapjack finisce sull'“Isola dei Geni”, i quali lo accolgono, ma, dopo aver scoperto che è solo un bambino, lo spediscono sull'“Isola dei Falsi Geni”, dove il ragazzo baratta una caramella per un desiderio (Flap voleva desiderare di ritornare a Tempestalunga) ma il genio, non essendo realmente tale, non può aiutarlo. Flapjack si risveglia nella giara, piena di caramelle, nella sala del Dottor-Barbiere, e riesce finalmente ad uscirne.

## Dietro la tenda
Flapjack e Capitan Scrocchio si introducono in casa di Perfidella, per sottrarle le multe di Scrocchio. Il ragazzo chiede al capitano se è innamorato della donna, e questi gli risponde che preferirebbe combattere contro uno squalo, che baciarle il ditone (segno di grande amore secondo gli abitanti della Baia). Ad un certo punto Perfidella entra in casa ed i due sono costretti a nascondersi dietro le tende della vasca per molto tempo. Alla fine riescono a divincolarsi, e raggiungere le multe, ma scoprono che la donna aveva costruito con loro un pupazzo assomigliante al capitano. Vengono poi scoperti, e Scrocchio si trova davanti ad una scelta: baciare il ditone di Perfidella o combattere contro uno squalo, unica via di fuga. Il capitano sceglie con orrore di baciarle il ditone, ma, una volta fatto, cade accidentalmente tra le fauci dello squalo, e liberatosi riceve l'ammirazione di Flapjack.

## Chiudi quella bocca
Flapjack e Capitan Scrocchio si scambiano i ruoli, travestendosi l'uno nei panni dell'altro. Mentre il ragazzo si rende conto che nessuno rispetta il capitano, questi approfitta della popolarità di Flapjack per rubare caramelle a tutti.

## Who's Moochin' Who?
Perfidella vieta a Scrocchio e Flapjack di mangiare dolciumi sino a che non pagheranno le loro multe. I due accettano l'offerta di un ricco straniero, di diventare suoi amici a pagamento, ma questi inizia ad approfittare della loro ospitalità.

## Il re della Luna
Flapjack, Bolla e Scrocchio stanno fuggendo da Willy Ottobraccia, quando tutti e quattro sbattono sulla luna crescente. Il ragazzo ed il capitano rimangono bloccati sull'astro, che si inoltra nella volta celeste. Scrocchio finge di essere il Re della Luna, e le ordina di dirigersi verso l'Isola Caramellata, cosicché l'astro in movimento provoca maree inusuali e catastrofiche, attirando l'attenzione di Nettuno. Il Dio del mare si infuria con la Luna, che è ormai sfiduciata dalle bugie di Scrocchio. Ad un certo punto Flapjack guarda la terra, ed appare dietro le nubi l'Isola Caramellata! Il ragazzo ed il capitano sono fuori di loro dalla gioia, e, mentre Scrocchio prega Flapjack di buttarsi con lui, questi preferisce aspettare Bolla. Il capitano, però trascina il ragazzo con lui, ma, prima di atterrare sullo zucchero filato, i due si fermano a mezz'aria, e, trasportati dall'attrazione lunare. Flapjack riesce ad assaggiare l'Isola, quando si ritrova con Scrocchio di nuovo sulla Luna.

## 100 per censimento
Flapjack e Scrocchio giocano a nascondino, quando il capitano (non sapendo cantare fino a quattro), rinuncia a cercare il ragazzo. Flapjack si nasconde in pieno mare, fino a notte, e si imbarca su una nave di presunti “Censitori”, i quali delegano al ragazzo il compito di censire gli abitanti di Baia Tempestalunga. Quasi terminata l'opera, il ragazzo litiga col capitano, quindi se ne va senza aver censito Scrocchio. I “Censitori” si rivelano Pirati, ed essendo di uguale numero (ovvero 99) degli abitanti, li bloccano senza problemi. Ma, ad un certo punto, arriva Scrocchio, che mostra il suo censimento (un disegno di lui e Flap), e dice ai pirati “Non saprò contare fino a quattro…ma so contare fino a tre!” e così inizia a spingere in acqua tre pirati alla volta, eliminandoli tutti.

## Il furto del cappello
Mentre Flapjack e Scrocchio fanno il bagno, il cappello del capitano viene rubato da uno scimpanzé. I due si inoltrano nella giungla, ma vengono fatti prigionieri da un gruppo di scimmie. Incontrano poi una scienziata che si infatua del capitano e li aiuta. I tre scoprono che le scimmie hanno portato il cappello su un vulcano, e Scrocchio, per riaverlo, deve attraversarlo. Il capitano ci riesce, ma la scienziata si arrabbia, accusandolo di aver distrutto anni di ricerche, e cerca di ordinare al leader-scimpanzé di buttare il cappello nel vulcano, ma Scrocchio getta lei, che viene lanciata su un'altra Isola. Il capitano, infine, ottiene il suo amato cappello.

## La curiosa malattia di Scrocchio
Scrocchio divora un intero barile di caramelle buttate nella spazzatura da Larry, e si ubriaca, affermando che Lolly porta delle lacrime nei suoi secchi, ed ammette di voler bene a Flapjack e Bolla, infine sviene. Il ragazzo, preoccupato, lo porta dal Dottor-Barbiere, che diagnostica un marciume provocato dalle caramelle avariate, e propone un doloroso intervento chirurgico, ma Flapjack, inorridito, propone di tener lontano Scrocchio dalle caramelle, e, nell'eventualità lasciare come ultima scelta l'operazione. Scrocchio, tuttavia, riesce in mille modi a beffare il ragazzo, mangiando dolciumi, tanto che, alla fine, è ridotto in uno stato pietoso. Bolla lo lega ad una zattera, mandandolo alla deriva. Il capitano ritorna, affermando di essere guarito, e, per dimostrarlo, entra nella “Bottega delle Golosità”, facendo un discorso esistenziale sulla meschinità delle caramelle, e spingendo i clienti a gettarle in mare. Flapjack è sbigottito, ma Scrocchio gli dice che era tutta una finzione, difatti i dolciumi sono finiti su una barca, ed ora sono a disposizione del ragazzo e del capitano.

## Pantaloni modaioli
Flapjack e Scrocchio sono alla “Bottega delle Golosità”, dove una parte del locale è stata riservata a dei clienti speciali, che ricevono caramelle gratis. Il capitano cerca di entrare, ma Larry dice che per farlo occorre portare dei “Pantaloni Raffinati”. Scrocchio e Flapjack si recano in un negozio, dove chiedono dei “Pantaloni Raffinati” gratis. Il venditore, dopo averli presi in giro, mostra loro un enorme paio di pantaloni, affermando che chiunque riesca ad indossarli potrà portarli via gratuitamente. Allora Flap si mette all'opera per far ingrassare Scrocchio, che, mangiando Hot-Dog a dismisura, diventa obeso, e riesce a calzare i “Pantaloni Raffinati”. I due ritornano da Larry, che esita ancora a farli passare, ma Scrocchio fa un discorso, commuovendo tutti, ed entrando finalmente nella zona riservata. Tuttavia, dopo poco, esplode per i troppi Hot-Dog, inondando la bottega.

## Cuddle Trouble
Flapjack vuole dimostrare di essere un rude avventuriero, dormendo in una cassa con Capitan Scrocchio, ma la mattina si sveglia abbracciato alla lingua di Bolla, così viene preso in giro da tutta Tempestalunga, accusato di essere un “coccoloso”, e finisce addirittura sul giornale. Per svariate notti tenta in mille modi di non risvegliarsi abbracciato a Bolla, ma fallisce ogni volta. Alla fine la balena scopre che era il capitano a portare Flapjack dentro la sua bocca, per dormire comodamente anche lui. Allora Bolla scarica Scrocchio e Flapjack sull'“Isola Scomoda”, per insegnare al capitano a non dare la colpa a Flapjack. Il giorno dopo, sul giornale, appare un articolo con scritto “Scrocchio il coccoloso”.

## Who's That Man in the Mirror?
Flapjack e Scrocchio ammirano un negozio di dipinti di avventurieri, ed il capitano se ne fa fare uno. Il pittore dice che è il ritratto più realistico che abbia mai realizzato, tuttavia nel quadro Scrocchio appare come una donna incinta, poiché è in sovrappeso! Il capitano torna da Bolla con Flapjack, ed dichiara infuriato che si metterà a dieta, ma finisce per bere “Sciroppo Dietetico”, che afferma essere molto più salutare di quello normale. Ad un certo punto bussa un vero avventuriero, quello raffigurato nei quadri del negozio, il quale si è innamorato di Scrocchio vedendone il ritratto, e credendolo una donna incinta. Quando scopre che il capitano non è incinta (e non è nemmeno una donna) rimane traumatizzato. Alla fine Scrocchio si ritrova a contendersi l'attenzione di Flapjack con il vero avventuriero, migliore del capitano praticamente in tutto, ma quando questi chiede al ragazzo di salpare con lui, Flap risponde che preferisce di gran lunga restare con il suo adorato Capitan Scrocchio, ed insieme a lui va alla “Bottega delle Golosità”.

## E vissero infelici e scontenti
Bolla racconta delle fiabe a Flapjack, concludendole tutte con un lieto-fine. Scrocchio, però, si arrabbia, dicendo che le vere avventure non finiscono bene. Allora il ragazzo ed il capitano girano tutta Baia Tempestalunga, alla ricerca di finali sfortunati. Purtroppo non trovano nessuno di tanto triste da poter concludere così una storia, quando a Flapjack viene in mente che Scrocchio è la persona più infelice della Baia. Il capitano inizia a raccontare una tetra avventura, nel quale lui e Flap si ritrovano aggrediti da terribili zombie. Alla fine, quando i morti viventi sembrano avere la meglio sui due, interviene una manticora (creatura leggendaria con la testa di uomo ed il corpo di leone), che li aiuta a scampare agli zombie, facendo loro il solletico. Flapjack e Scrocchio si risvegliano vicino a Bolla, ed il capitano ammette che il finale è più piacevole a lieto-fine.

## Il piroscafo di Scrocchio
Scrocchio è avvilito, poiché, pur essendo un capitano, non possiede una barca. Lui e Flapjack riescono a trovare un veliero in vendita a pochi centesimi, e lo comprano. Mentre il ragazzo pulisce la nave, il capitano va a dichiarare la proprietà all'ufficio registrazioni. Bolla diventa gelosa, credendo che il suo bambino ami la barca più di lei. Intanto un barone, vero possessore della barca, si mette alla ricerca del capitano per ucciderlo. Bolla, presa dalla gelosia, sta per affondare il veliero, quando vede che i due avventurieri l'hanno riverniciato e chiamato Bolla II, scrivendo che non potrà mai sostituire quella originale. Bolla mette sulla barca due marionette raffiguranti Flapjack e Scrocchio, quando arriva il barone infuriato, che le fa a pezzettini con un'enorme sciabola, ed affonda il veliero.

## Il casanova delle caramelle
Larry Mentapiperita si reca fuori città, e lascia Flapjack a prendersi cura della “Bottega delle Golosità” e di Moglie Caramella. Scrocchio infastidisce Moglie Caramella in vari modi, per dimostrare a Flapjack che è una femminuccia, e le versa addosso anche dei sottaceti. Alla fine Scrocchio afferma di amare Moglie Caramella, e di essere geloso di Flapjack, e tenta di rapirla per sposarla, fuggendo su una barca a remi. Larry torna, e viene messo al corrente dell'accaduto, rimanendo pietrificato. In quel momento fa ritorno Scrocchio, con Moglie Caramella, e si scusa per ciò che ha tentato di fare, poi mostra a Flapjack un occhio nero, che gli aveva fatto Moglie Caramella, ed i due si mettono a ridere.

## La nave in fondo all'oceano
Bolla afferma che Scrocchio non ha il potere di dare ordini al suo bambino, poiché non è un vero capitano. Questi, per dimostrare il contrario, si reca insieme a Flapjack dentro una nave affondata, per recuperare la sua licenza di capitano. Scrocchio racconta al ragazzo una falsa storia su come l'ha ottenuta, ma quando vengono scoperti dall'equipaggio, si giustifica dicendo che l'unica ragione per cui non è stato promosso, è che il capitano esaminatore lo odiava! La ciurma ribadisce che, invece, era l'esatto contrario, e Scrocchio confessa di aver affondato la nave. Flapjack convince l'equipaggio a testare il capitano un'altra volta. Alla fine, dopo aver fatto un sacco di cose ridicole, Scrocchio ottiene la sua licenza, che sbatte in faccia a Bolla.

## Willy Otto Braccia
Flapjack e Scrocchio, alla “Bottega delle Golosità”, brindano all'avventura. Un marinaio, infastidito dalle urla del ragazzo, gli dice, infuriato, che non è un vero avventuriero. Flap, per sfidarlo, afferma di poter catturare addirittura Willy Ottobraccia, e farlo cantare davanti a tutti gli abitanti di Baia Tempestalunga. Il marinaio accetta la scommessa, ed in caso di vincita del ragazzo sarebbe pronto a farsi un enorme tatuaggio sul petto con scritto “Flapjack è il più grande avventuriero mai esistito”, in caso contrario il ragazzo non potrà più pensare all'avventura, né pronunciarne il nome. Flapjack ed il capitano conoscono un gruppo di scrittori, che si offrono di aiutarli nella loro impresa, così i quattro estensori ed i due avventurieri salpano dalla Baia, ritrovandosi nel pericoloso “Sea of Theet”. Ad un certo punto avvistano Willy, e cercano di arpionarlo. Questi ingaggia una feroce lotta contro la barca, e, proprio quando gli scrittori e Capitan Scrocchio sembrano perduti, Flapjack, in mezzo alla tempesta, riesce a salire sull'albero maestro, ed infilare un dito nell'occhio buono di Willy, gridando “Avventuraaaaaa!”. La mattina, gli abitanti di Baia Tempestalunga, aprendo le finestre, vedono gli scrittori trionfanti, che trascinano il corpo di Willy Ottobraccia, con sopra Flapjack. Nonostante siano tutti esultanti, il marinaio ricorda al ragazzo che la scommessa comprendeva far cantare il polipo gigante, perciò Flapjack ha ugualmente perso. Ad un certo punto Willy si riprende, e, spezzando le catene cattura il ragazzo ed i quattro estensori. Flap, cogliendo l'occasione, chiede al polpo di cantare. Gli scrittori dicono che non è colpa del ragazzo, e che volevano il suo inchiostro solo per poter scrivere. Willy, a questo punto, inizia a cantare, spiegando che non dovevano far altro che chiederglielo, poiché se c' è una cosa che il polipo gigante ama, è proprio cantare! Allora, Willy si mette ad intonare una canzone sull'avventura (Adventure, Adventure), insieme a Flapjack, distribuendo barili su barili di inchiostro, uno dei quali viene usato per fare al marinaio il tatuaggio “Flapjack è il più grande avventuriero mai esistito”.

## Bolla ha mal di pancia
Bolla viene colpita da un forte mal di stomaco, ed afferma di non averne mai avuto uno simile, da quando ha partecipato alla “abbuffata di torte” di Tempestalunga, da giovane. Flapjack decide di andarle ad abbracciare lo stomaco (credendo che, così, il male se ne sarebbe andato), e si fa calare da Scrocchio nelle viscere della balena. Lì incontra una vecchia donna di nome Ruth, inghiottita da Bolla insieme ad alcune torte, e scopre che sono i suoi ferri da maglia a causare alla balena quel terribile dolore. Flapjack tira la corda a cui era legato per andarsene, ma scopre che Scrocchio aveva lasciato un biglietto con scritto “Sono andato alla Bottega delle Golosità”, così rimane bloccato con Ruth. La vecchietta insegna a Flapjack a fare torte (con orribili e strambi ingredienti) ed il fumo fa tossire Bolla, cosicché riesce ad espellere il ragazzo e Ruth.

## Non aprite quel cassetto
Il Dottor-Barbiere va fuori città, e lascia a Flapjack e Scrocchio il compito di gestire i suoi affari, ma, prima di partire, li avverte di non guardare nel primo cassetto della cassettiera. Il ragazzo ed il capitano, oltre a dare bislacchi consigli ai poveri clienti, sono rosi dalla curiosità di scoprire il segreto del cassetto. Alla fine, al ritorno del Dottor-Barbiere, i due scoprono che nel cassetto vi era la madre del medico, la quale era delusa da suo figlio, poiché desiderava diventasse un caramellaio e non un dottore. Il Dottor-Barbiere mostra alla donna la laurea appena ottenuta di mastro caramellaio, ma la madre ha un improvviso attacco di cuore. Allora il Dottor-Barbiere strappa il certificato, e riassume i panni di medico, curando la donna, che è più orgogliosa che mai di suo figlio.

## Cantastorie in pensione
Scrocchio porta Flapjack al “Club dei Cantastorie”, ma scopre che i suoi vecchi compagni sono stati sostituiti da giovani ragazzini (gli stessi componendi dei “Monelli Ballerini”). Il capitano cerca di adattarsi al nuovo gruppo, tentando in vari modi di farsi ammirare, ma alla fine viene cacciato. Scrocchio entra, di notte, nella sede del club, e scopre che i suoi vecchi compagni non erano andati in pensione, ma erano stati legati e tenuti in ostaggio dai ragazzi. Il capitano li libera, i monelli vengono arrestati, e, mentre vengono portati in prigione, Scrocchio grida loro “Questa sì che è una bella storia da raccontare!”.

## Under the Sea Monster
Scrocchio insegna a Flapjack che l'“innocuo” atto di mentire, a volte, può essere la miglior arma di un avventuriero. Il ragazzo, facendo uno scherzo al capitano, gli dice di aver visto un mostro marino, e Scrocchio corre disperato ad avvertire, tramite la campana, gli abitanti di Tempestalunga. La città, superato il panico, esilia il capitano in mare, per la sua terribile bugia. Flapjack allora, per salvare Scrocchio, cosa può usare se non “la miglior arma di un avventuriero”.

## Flapjack Goes to a Party
Bolla fa un falso invito, per far andare Flapjack ad una festa di compleanno, in modo che il ragazzo si trovi dei nuovi amici. Arrivato alla festa, però, Flapjack viene preso in giro per i suoi riccioli e la sua sporcizia. I ragazzi si inventano storie su Bolla e Scrocchio, descrivendoli come uno strano vecchio ed una bestiale creatura, ed il capitano viene arrestato. Flapjack trascura Scrocchio e Bolla, ma quando i suoi nuovi amici iniziano a maltrattarli, il ragazzo interviene in difesa dei suoi vecchi compagni, cacciandoli.

## Rye Ruv Roo
Scrocchio, dopo aver gettato un cagnolino in mare per la rabbia, scopre che si trattava del Colonnello, animaletto da compagnia di Lady Nickelbottoms. Mentre Flapjack si traveste da cane, e viene “adottato” dalla donna aristocratica, Capitan Scrocchio ritrova il Colonnello, ed inizia a simpatizzare con lui. Charles, il maggiordomo di Lady Nickelbottoms, decide di sbarazzarsi del cagnolino (ovvero Flapjack), poiché tutte le attenzioni della donna aristocratica sono rivolti all'animaletto. Scrocchio, avvertito dal Colonnello, riesce a raggiungere Charles in tempo, e, con Lady Nickelbottoms, fa ritornare il maggiordomo in sé.

## Una meravigliosa disavventura di Flapjack molto speciale per il giorno di Bassomare
Scrocchio, Bolla e Flapjack si preparano per lasciare Baia Tempestalunga, come ogni anno, poiché sta per iniziare il giorno di Bassomare, quando la marea si abbassa sino a lasciare il fondale scoperto (restare lì sarebbe fatale per Bolla). Il ragazzo si chiede quale sia il significato più vero e profondo del giorno di Bassomare, al quale lui non ha mai partecipato. Bolla, per realizzare il desiderio del bambino, lo lascia a Tempestalunga con Scrocchio, il quale scappa, cercando un nascondiglio, ma trovandoli tutti occupati. Successivamente, si vede costretto a raccontare a Flapjack il motivo per cui odia tanto Bassomare. Scrocchio, da piccolo, aveva calato come tutti il suo scarpone in acqua, per ricevere un dono da Nettuno, ma, la mattina di Bassomare non vi trovò niente, e venne messo in un sacco da dei tritoni, come punizione per essere stato un bambino cattivo. Flapjack è tristissimo per il suo amato capitano, e tenta di farlo diventare una persona buona, prima della notte di Bassomare. I due vengono ingaggiati nello spettacolo di Miss Teriosa, la maestra di Tempestalunga, ma Scrocchio, interpretando a sua insaputa la parte di un bambino cattivo, viene insaccato da dei bambini travestiti da tritoni. Il capitano ricorda il trauma subito da piccolo, e riceve uno shok mentale, che lo porta a rovinare lo spettacolo, distruggendo tutto. Dopo l'accaduto non ricorda nemmeno cosa è successo, e si reca con Flapjack a calare in mare il suo stivale. La mattina, esaminato lo scarpone, non vi ritrova nessun regalo, e si arrende al suo destino. Flapjack vede che lo scarpone è bucato, e crede che il dono riservato al capitano sia caduto sul fondale scoperto, così si butta con Scrocchio, ed atterra illeso grazie a due secchi usati come paracadute. Mentre i tritoni si lanciano all'inseguimento di Scrocchio, Flapjack usa il loro sacco per raccogliere dal fondale ogni possibile dono. Capitan Scrocchio, nella sua fuga disperata, incontra Bolla, arenata sul fondo del mare scoperto. Il capitano si arrampica sulla marea, scorgendo una nave all'orizzonte, ma, anziché prendere la via della fuga, inizia a schizzare Bolla, e le salva la vita. Quando i tritoni lo raggiungono, nonostante Scrocchio abbia compiuto una buona azione, stanno per insaccarlo, ma ad un certo punto, tutti gli abitanti di Tempestalunga nascosti escono allo scoperto, difendendo il capitano, e catturando i tritoni per insaccarli. A questo punto interviene Nettuno, che, ispirato dal sacco di doni raccolto da Flapjack, delega a Larry Mentapiperita (vestito con un costume che ricorda molto quello di Babbo Natale) il compito di consegnarli ad ogni abitante, cattivo o non, tutti gli anni, il giorno di Bassomare.

## Torna a casa capitano
Scrocchio viene cacciato da Bolla per la sua sporcizia, ma questa volta la balena è seriamente determinata a non farlo tornare. Flapjack fa visita al capitano, ospitato in una cassa da Larry, il quale provvede a fornirgli avanzi di caramelle. Il ragazzo, demoralizzato per l'accaduto, usa la sua tristezza per elemosinare dolciumi, e ne ottiene una grande scorta, che usa per tenere lontano il suo dolore. Scrocchio si sente terribilmente triste, lontano da Bolla e Flapjack, ed intona una canzone ("Oh Bubbie!"), nel quale dice di ritrovarsi solo, e sentire una grande mancanza dei suoi due amici. Bolla, per far ritornare il capitano, credendolo a suo agio da solo, mette un annuncio sul giornale, e si ritrova la bocca piena di aspiranti avventurieri-inquilini, ma Scrocchio entra tramite lo sfiatatoio della balena, facendoli sloggiare. Così ritorna tutto alla normalità.

## L'uomo più veloce del mondo
Un grasso poliziotto di nome Norm, costruisce una bicicletta, che gli permette di acchiappare Flapjack e Scrocchio molto più velocemente. I due avventurieri, dopo essere finiti in prigione svariate volte, chiedono aiuto all'Inventore malvagio.

## Oh animali!
Flapjack incontra una vecchia donna, la quale crede che il bambino sia un orfanello, ma lui le dice che ha già una famiglia. Tornato da Bolla e raccontatole l'accaduto, la vecchia signora si ripresenta, e vedendo che il ragazzo vive con una balena, decide di portarlo via. Bolla cerca di svegliare Scrocchio, che, addormentato in piedi, terrorizza ulteriormente la vecchia donna. Flapjack si ritrova in un orfanotrofio, dove non vi sono bambini, ma adulti travestiti da piccoli. Bolla, terribilmente afflitta, ordina al capitano di fare qualcosa, e questi, dopo aver detto "Adesso penserò ad un piano" si mette a dormire. Successivamente Bolla e Scrocchio tentano in ogni modo di recuperare il ragazzo, anche mandando Lolly Pontedipoppa ad adottarlo (ma fallendo ogni piano). Alla fine la balena, aiutata dal capitano, esce dall'acqua e raggiunge via terra l'orfanotrofio, terrorizzando gli uomini e la vecchia donna. Entra, finalmente, sfondando il tetto, ma viene quasi arrestata, quando interviene la vecchia signora, e Bolla può stare finalmente con il suo bambino. Alla fine si vede che la signora era lamoglie del Vero Avventuriero, il quale voleva adottare Flapjack.

## Il ritorno di Sally Sciroppo
Una notte Flapjack e Bolla vengono svegliati da un terribile rumore, che dura per ore, assordando tutti. La mattina il ragazzo va a vedere di cosa si tratta, e scopre che un gigantesco aggeggio volante era precipitato sul pontile. Dal velivolo esce il Professore, seguito dalla figlia, Sally Sciroppo, delusa nel ritornare a Tempestalunga, luogo, a parer suo, terribilmente noioso. Flapjack, felicissimo di rivedere la ragazza, la porta a visitare la Baia, ma questa, oltre a criticare tutto, organizza dei perfidi scherzi a Larry. I due vengono catturati dai pirati, ma Sally riesce a farsi liberare insieme a Flapjack. Alla fine della giornata la ragazza deve ripartire col padre, e dice a Flap che, nonostante sia ancora convinta che Tempestalunga sia un luogo noioso, con lui si è divertita molto.

## Lazy Bones
Capitan Scrocchio è talmente pigro che si dimentica di curarsi di Moglie Caramella, in assenza di Larry, e di ritirare dei medicinali per il Dottor-Barbiere. Dopo l'arrivo del più ozioso uomo al mondo, Lazy Bones, Scrocchio viene sfidato nel “Concorso per l'uomo più pigro di Baia Tempestalunga", e vince guadagnandosi l'ammirazione di tutti gli abitanti, che lo imitano come discepoli. Flapjack viene rapito da Lazy Bones, che lo costringe a trasportarlo. Il ragazzo tenta di chiedere aiuto, ma i cittadini sono diventati troppo pigri. Scrocchio sfida Lazy Bones per liberare Flapjack, e lo batte, perdendo però il titolo di “Più Pigro”. Tuttavia Moglie Caramella diventa la vincitrice, poiché non fa letteralmente niente tutto il giorno.

## Two Old Men and a Lock Box
Flapjack e Scrocchio sono alla ricerca di un regalo per Bolla, quando incappano in due uomini: Richard e Michard, uno con un baule e l'altro con una chiave. I due sono in lite da cinquant' anni, prima dei quali erano un avventuriero ed un ragazzo (esattamente come Scrocchio e Flapjack). Dopo che il pirata ebbe trovato lo scrigno (proveniente dall'Isola Caramellata) ed il bambino la chiave per aprirlo, iniziarono a diffidare l'uno dell'altro. Il capitano e Flapjack fingono di essere loro amici, e rubano i due preziosi oggetti, fuggendo verso un'altra isola. In barca finiscono per litigare, alla pari di Richard e Michard. Sbarcati, però, aprono insieme lo scrigno, e vi scoprono uno specchio. Intanto vengono ritrovati dai due uomini, che si riappacificano dopo tanti anni. Scrocchio, credendo lo specchio un regalo troppo piccolo per Bolla, lo baratta con un rossetto, e se ne va con Flapjack. Alla fine si scopre che lo specchio indicava la via per l'Isola Caramellata.

## Bam!
Scrocchio viene preso a botte da tre marinai, e Flapjack, entrando in sua difesa, li sfida per conto del capitano ad un incontro di Wrestiling. Scrocchio si allena con il ragazzo, che rimane però demoralizzato per il fatto che il capitano riesce sempre a batterlo. Scrocchio, allora, si fa atterrare una volta, poi va a sfidare i marinai. Bolla dice a Flapjack che gli uomini non avranno problemi a vincere il capitano, dato che questi si era allenato con un ragazzo. Flap, corre in soccorso di Scrocchio, il quale viene deriso da tutti, allora il capitano sfida il ragazzo e lo atterra; gli avventori della “Bottega delle Golosità” prendono a botte Scrocchio per essersi messo contro un bambino. Alla fine il ragazzo porta il capitano dentro Bolla.

## Lost at Land
Flapjack e Scrocchio approdano su un'isola (che, in realtà è un continente), e decidono di esplorarla. Durante il pomeriggio, però il capitano inizia a preoccuparsi, poiché non riesce a scorgere il mare. I due si fermano in un deserto, per la stanchezza, e svengono dopo essersi ustionati. Dei minuscoli Beduini li trovano, e si incamminano, insieme a loro, verso l'oceano. All'improvviso appare un gigantesco Troll, che acchiappa Scrocchio. Questi gli dona un'enorme lente, trovata sulla riva, che si rivela essere il monocolo del gigante. Flapjack e il capitano riescono a ritornare da Bolla, salutando i loro nuovi amici. Un beduino non trova più il suo parasole, usato da Scrocchio come ombrellino per lo sciroppo d'acero.

## Just One Kiss
Capitan Scrocchio vuole baciare almeno una volta Moglie Caramella, e viene a sapere da Larry che la donna lo bacia solo quando questi le regala preziosi oggetti. Scrocchio se ne va sconsolato alla Sala del Biliardo di Tempestalunga, dove, per conquistare un trofeo (oggetto prezioso) scommette il cappello ed i vestiti, perdendo tutto. Flapjack, allora, interviene in suo soccorso, e l'affetto che nutre verso il capitano lo fa vincere contro chiunque. Dopo aver vinto qualsiasi cosa a Tempestalunga, tranne la Bottega delle Golosità, Flapjack sfida Larry (per conto di Scrocchio), per ottenere un bacio da Moglie Caramella. Dopo averlo battuto, ed avergli concesso un'ultima cianche, Larry si fa male al braccio. Il ragazzo, impietosito, finge di ferirsi anche lui, così Scrocchio si vede costretto a sfidare Moglie Caramella. La donna, tuttavia, riesce comunque a battere il capitano.

## Wishing Not So Well
Scrocchio desidera che ogni abitante di Tempestalunga sparisca. Il suo desiderio si avvera, ed il capitano mangia quasi tutte le caramelle della Bottega delle Golosità. Per raggiungere quelle in alto, Scrocchio finisce per rompersi le gambe. Sentendosi solo, il capitano cerca di fare amicizia con tre ratti, che, però, fuggono su una zattera. Scrocchio va alla scuola di Tempestalunga, per “insegnare a sé stesso a prendersi cura di sé stesso”. Durante la sua festa di laurea, si ubriaca con lo sciroppo d'acero, e distrugge la scuola. Allora, disperato, si butta nel pozzo, per trovare la sua moneta, e far tornare tutto come prima. Uno sbalzo temporale lo fa tornare indietro nel tempo, dove terrorizza tutti gli abitanti, ed insegue sé stesso.

## N Is for Navy
Flapjack chiede a Scrocchio di raccontargli una delle sue avventure. Il capitano, dopo essere andato in bagno, narra al ragazzo di come ha salvato sua moglie, lottando eroicamente contro un pesce-diavolo. Flapjack chiede a Scrocchio come fa ad avere avuto tante avventure, ed il capitano gli risponde che lui ha una vita alle spalle, mentre il ragazzo no! Flap, sconvolto, va in bagno a meditare, e vede dei fumetti, dai quali Scrocchio prendeva spunto per le sue “Avventure”, e vi trova un volantino per arruolarsi nella Marina. Il ragazzo decide di arruolarsi, per avere una “vita alle spalle”, fantasticando il suo ritorno a Tempestalunga, come “Capitan Flapjack”. Tuttavia, sulla nave, Flapjack si ritrova a sbucciare patate, capendo che entrare in Marina non è un'avventura. Scrocchio, intanto, scopre con orrore che il ragazzo si è arruolato. Flapjack tenta di fuggire in mille modi, ma fallendo ogni volta (cerca di buttarsi in mare, ma questo è infestato dagli squali; prova a scappare su una lancia, ma anche questa è piena di squali!). Intanto Scrocchio, per salvare il ragazzo, si arruola anche lui in Marina. Ma, quando la nave torna a Tempestalunga, mentre il capitano sale, Flapjack scende. Quindi, ora, è il ragazzo a dover liberare Scrocchio. Alla fine Flap salva il capitano dall'annegamento, dicendogli “Visto capitano, ora ho anch'io una vita!”.

## What's Eatin' Ya, Cap'm?
Scrocchio ha le gambe (di legno) invase dalle termiti, e, per evitare di farsele amputare, racconta di non essere più infestato. La notte le termiti dividono a metà la Baia di Tempestalunga, mandando alla deriva la Bottega delle Golosità, con Scrocchio, Flapjack, Larry, Lady Nickelbottoms, Lolly Pontedipoppa e Perfidella. Questi si mettono all'opera per ritornare alla Baia, ma il capitano tenta più volte di sabotarli, per non farsi tagliare le gambe dal Dottor-Barbiere. Alla fine viene scoperto, e quasi buttato nel mare infestato dagli squali, quando Flapjack prende le sue difese, e sta per gettarsi al posto di Scrocchio. Il capitano, per salvare il ragazzo, racconta la verità, e si butta in mare. Viene ripescato da un gruppo di marinai, che gli tagliano le gambe, per liberarlo dalle termiti, e ricongiungono le due parti di Tempestalunga.

## I'm So Proud of Me
Flapjack, per aver salvato Moglie Caramella, ottiene un suo disegno sul giornale. La foto, però, lo ritrae come uno sciocco, e gli abitanti di Tempestalunga prendono in giro lui e Scrocchio. Flapjack, per riuscire ad avere un'altra immagine sul giornale, tenta di salvare qualcuno, ma senza successo. Alla fine spinge una cassa in acqua, credendo fosse piena di veleno, scoprendo, però, che conteneva delle preziose medicine per il Dottor-Barbiere. Flapjack viene sbattuto in prigione, ottenendo una bella foto sul giornale. Anche Scrocchio e Bolla finiscono dietro le sbarre, ed il capitano appare sul quotidiano con un'orrenda foto.

## A Day Without Laughter
Flapjack aiuta Lolly Pontedipoppa a guadagnare soldi, facendo cabaret.

## Rimbocchiamoci le maniche
Flapjack, dopo essersi scambiato i vestiti con Thomas Hatch, un marinaio, prende il suo posto e salpa a bordo di un veliero. Per non farsi scoprire dal capitano, con l'aiuto di altri due marinai, diventa impertinente e litigioso, come lo era Hatch, che, intanto, vive con Bolla e Scrocchio, fingendo di essere Flapjack. La nave su cui si trova il ragazzo deve attraversare un crepaccio pericoloso, allora Nettuno accorre in soccorso dell'equipaggio, accompagnato dalle sue due bambine. Quando il capitano dice a Flapjack di usare “lo stile di Hatch”, il ragazzo insulta Nettuno, il quale rifiuta di aiutarli. Nel mezzo di una pioggia di massi, Flap rivela di essere un bambino, e Nettuno, guardando le sue figlie, corre in soccorso della nave, rimettendola in mare aperto. Il capitano, quando scopre che il ragazzo lo aveva fatto solo perché amava l'avventura, gli propone di continuare a navigare con lui, e Flapjack accetta, passando la sua vita a vivere avventure come marinaio. Purtroppo questa era una storia raccontata da Nettuno alle sue figlie, allora le bambine, annoiate dal finale, chiedono al padre di cambiarlo. Così, quando Bolla si accorge che Thomas Hatch non è Flapjack, il ragazzo arriva alla baia, saltando dal veliero ed abbracciando Bolla.